# GDI2
GDI2‏ (GDP dissociation inhibitor 2) هوَ بروتين يُشَفر بواسطة جين GDI2 في الإنسان.